# 涙骨

涙骨の形を様々な方向から見た動画。涙骨を赤で、それ以外の骨を半透明にして示してある。（出典：Anatomography）

涙骨（るいこつ。英名:lacrimal bone 羅名:os lacrimale）とは、頭蓋骨を構成する皮骨性由来の骨である。
ヒトの涙骨は不正長方形の薄い骨で、左右一対あり、眼窩の側壁の前端部で涙嚢窩の後半部を構成している。続いて鼻涙管の骨壁の一部も形成している。